# Ange (rivière)
Pour les articles homonymes, voir Ange (homonymie) et Lange.
L'Ange, ou le Lange suivant la graphie, est une rivière française qui coule dans le département de l'Ain, dans la région Auvergne-Rhône-Alpes, et un affluent droit de l'Oignin donc un sous-affluent du Rhône par l'Ain.

## Géographie
L'Ange prend sa source, à 908 mètres d'altitude, au sud de la Forêt Noire et du Mont de Charmont, au sud-est du mont sur le Château, sur la commune d'Apremont.
La longueur de son cours d'eau est de 20,7 km.
L'Ange ruisseau commence par couler vers le nord et sur la commune et ville d'Oyonnax, tourne vers l'ouest puis vers le sud-ouest, approximativement en direction du lac de Nantua. Il coule sous le viaduc de Brion où son nom est orthographié Le Lange.
L'Ange conflue avec l'Oignin, sur la commune de Brion, à 473 mètres d'altitude, près du lieu-dit le Mollard, à moins de 2 km du lac de Nantua.

### Communes et cantons traversés
L'Ange traverse un département, sept communes et deux cantons :
- dans le département de l'Ain
  - dans le sens amont vers aval, les communes de : Apremont (source), Oyonnax, Bellignat, Groissiat, Martignat, Montréal-la-Cluse, Brion (confluence).

Soit en termes de canton, l'Ange prend sa source sur le canton de Nantua, traverse le canton d'Oyonnax-Sud et conflue sur le même canton de Nantua source, le tout dans l'arrondissement de Nantua.

### Bassin versant
L'Ange traverse une seule zone hydrographique « L'Oignin de la Doye au bief Dessous-Roche inclus ».

### Organisme gestionnaire
L'organisme gestionnaire est le SR3A qui a la compétence GEMAPI « sur les bassins versants du Suran, Lange/Oignin, Albarine, Vallée de l'Ain de Thoirette à sa confluence avec le Rhône et les affluents du Rhône de la commune de Lagnieu à celle de Lhuis ». 

## Affluents
L'Ange a quatre ruisseaux affluents contributeurs référencés, tous de rang de Strahler un, c'est-à-dire sans affluent :
- le ruisseau la Sarsouille (rd[note 1]), 7,5 km  qui est entièrement sur Oyonnax ;
- le bief d'Alex (rg), 4,3 km prenant sa source à Apremont, traverse Martignat et conflue sur Groissiat ;
- le bief du Landéron le Borrey (rg), 5,2 km venant de Nantua et confluant sur Montréal-la-Cluse ;
- le bief de Lotan (rd), 1,9 km venant de Montréal-la-Cluse, traversant Béard-Géovreissiat et confluant sur Brion.

### Rang de Strahler
Donc le rang de Strahler de l'Ange est de deux.

## Aménagements
La vallée laisse passer l'autoroute française A404 ainsi que la voie ferrée Nurieux-Volognat et Brion-Montréal-la-Cluse vers Oyonnax, la ligne du Haut-Bugey.
Une station qualité des cours d'eau est installée à Brion.

### AAPPMAA
L'AAPPMA qui gère l'Ange est la RLHB Rivières et lacs du Haut Bugey, sis à Brion